# علینه خان
علینه خان (به انگلیسی: Alina Khan) (زاده ۲۶ اکتبر ۱۹۹۸) بازیگر پاکستانی است.
او یک زن ترنس است.